# Elías L. Rivers
Elías Lynch Rivers (James Island, Charleston, Carolina del Sur, 19 de septiembre de 1924 - Bethesda, Maryland, 21 de diciembre de 2013) fue un hispanista estadounidense dedicado especialmente a la docencia e investigación de la poesía española de Siglo de Oro. Fue uno de los mayores expertos en la figura y obra de Garcilaso de la Vega, cuya poesía editó.

## Biografía
Creció en Charleston hablando inglés y gullah, lengua criolla afrocaribeña de su familia. Cursó bachillerato en Charleston, y pasó dos años estudiando humanidades clásicas en su universidad, interrumpidos para incorporarse a filas durante la Segunda Guerra Mundial entre 1943 y 1946. Entonces fue destinado a la Universidad de Georgetown para participar en un programa de inmersión lingüística en chino, y luego fue enviado a servir en China, Birmania e India, en el cuerpo de señales, periodo que, según sostuvo después, le abrió los ojos y lo introdujo en el mundo adulto. Al regresar a casa en 1946, se matriculó en la Universidad de Yale, donde en 1948 obtuvo un AB en chino, latín y español y se graduó summa cum laude. Allí obtuvo también un máster en español y francés (1950) y se doctoró (1952) con una tesis sobre la vida y obra de Francisco de Aldana, que publicó con el título Francisco de Aldana, el divino capitán (1955). 
Se especializó en lírica del Siglo de Oro y obtuvo becas Howard, Guggenheim y Fulbright para investigar en España viviendo largas temporadas entre Madrid y Chinchon. en esta época trabó amistad con Antonio Rodríguez-Moñino participando en su tertulia madrileña del café Lyon. De su mano publicó entre otros trabajos una edición crítica de Garcilaso de la Vega (1974).
Enseñó en la Universidad de Dartmouth (1952-1962) y en las Universidades Estatal de Ohio (1962-1964), Johns Hopkins  (1964-1978), donde Daniel Eisenberg fue estudiante suyo, y la Estatal de New York en Stony Brook (1978-1993), donde se jubiló. Fue hasta su fallecimiento profesor emérito del Department of Hispanic Languages and Literatures de la SUNY at Stony Brook, New York, miembro correspondiente de la Hispanic Society of America (Nueva York) y de la Academia de Buenas Letras de Barcelona. Desde 1989 fue presidente de honor de la Asociación Internacional de Hispanistas, donde anteriormente desempeñó diversos cargos.

## Vida personal
Su primera esposa fue Phyllis Phil Rivers, con la que tuvo tres hijos, y en 1969 se casó con la también hispanista Georgina Sabat de Rivers, fallecida en 2008, con la que crio a cuatro hijos adoptivos. En sus años postreros vivió en Coral Gables (Florida), pero se mudó a Maryland en 2013 para estar más cerca de su familia. Falleció el 21 de diciembre en Chevy Chase, Maryland.

## Premios y reconocimientos
- En 1992, la Universidad de Salamanca le otorgó el Premio Nebrija

- En 2009 fue nombrado correspondiente de la Real Academia Española.

## Obras
Entre sus obras destacan:
- Sobre Góngora y sus lectores
- Cervantes como poeta serio y burlesco
- Estudio sobre la alabanza de la poesía en España y América
- Comparación de la Soledad de Góngora y el Sueño de Sor Juana
- Estudio de la elegía de fray Luis de León y sus antecedentes genéricos
- Aspectos políticos y morales de la crítica que hace Quevedo del gongorismo
- Edición de las dedicatorias que escribió Quevedo para sus ediciones de Fray Luis y de F. de la Torre

## Libros
Entre sus libros sobresalen:
- la antología de Poesías de Francisco de Aldana (Clásicos Castellanos)
- la edición crítica, con extensos comentarios, de las Obras completas de Garcilaso de la Vega (Castalia)
- la edición crítica del Viaje del Parnaso y poesías varias de Miguel de Cervantes (1991, Clásicos Castellanos)

Otros libros suyos son:
- El soneto español en el siglo de Oro, (1993)
- Muses and Masks: Some classical genres of spanish poetry, (1992)
- Fray Luis de León, The original Poems: a critical Guide, (1983)
- Quixotic Scriptures: Essays on the textuality of hispanic literature, (1983)
- Garcilaso de la Vega, Poems: A critical Guide, (London, 1980)
- Renaissance and Baroque Poetry of Spain, (1966)
- Sor Juana de la Cruz, Antología, (1965)
- Quevedo y su poética dedicada a Olivares, (1998) (último libro)